# Las mujeres mandan
Las mujeres mandan es una película mexicana de 1937 dirigida por Fernando de Fuentes.

## Trama
La historia se desarrolla en un poblado del estado de Querétaro en donde Alfredo del Diestro interpreta a Isidoro, un cajero de banco que le cuenta a un colega que su familia abusa de él y decide dejar a su familia para seguir a una joven actriz de variedades (Chayito) interpretada por Marina Tamayo.
Una vez en la Ciudad de México se convierten en amantes y ella le pide que robe el banco para el que solía trabajar.
Cuando Chayito la abandona éste restituye el dinero que tomó y regresa a su vida cotidiana.

## Elenco
- Alfredo del Diestro (Isidro Rodríguez)
- Marina Tamayo (Chayito Solares)
- Sara García (Marta)
- Joaquin Coss (Gustavo)
- Manuel Buendía (Ramón)
- Carmen Conde (Eva)
- Hector Carini (Roberto)
- Carlos Lopez (Chaflan) (Inspector de policía)
- Emilio "Indio" Fernández (bailarín)

## Crítica
Xavier Villarutia externó su crítica sobre la película mencionando esta como algo digno de atención debido a su música (por Hernández Moncada) y el tratamiento pues no se echa mano de canciones para distraer la acción.

## Comentarios
“Somos como ése pájaro de barro del cenicero, que no puede volar” le dice Joaquín Coss a Alfredo del Diestro.
Refiriéndose al filme como una de las más afortunadas por las hechas por el director al margen del tema revolucionario.